# Гасіння люмінесценції
Гасіння люмінесценції (англ. luminescence quenching) — будь-який процес що зменшує інтенсивність люмінесценції речовини.
Розрізняють наступні механізми гасіння люмінесценції: внаслідок фостерівської резонансної передачі енергії, дексетрівської передачі енергії, передачі заряду, внаслідок зіткнень між молекулами тощо.